# 京都府道116号渋谷山科停車場線
京都府道116号渋谷山科停車場線（きょうとふどう116ごう しぶたにやましなていしゃじょうせん）は、京都府京都市東山区から京都市山科区に至る一般府道である。

## 概要
京都市東山区常盤町から京都市山科区安朱北屋敷町に至る。別名、渋谷街道（しぶたにかいどう）。
朝夕のラッシュ時には慢性的な渋滞を起こす五条バイパスの裏道として利用されている。ただし渋谷街道から五条バイパスへの右折はできない。このため京阪バスのバス路線のうち、渋谷街道の清閑寺山ノ内町から馬町交差点間は西行のみの運行としている（かつては五条坂経由であっても渋谷街道の当該区間を経由しない路線が存在した）。なお、京都市営バス特80号系統は両方向とも渋谷街道の当該区間を経由しない。

### 路線データ
- 起点：京都市東山区常盤町（馬町交差点、京都府道143号四ノ宮四ツ塚線交点）
- 終点：京都市山科区安朱北屋敷町（JR西日本東海道本線・湖西線・京都市営地下鉄東西線 山科駅・京阪京津線 京阪山科駅前、京都府道117号小野山科停車場線終点）

## 路線状況

### 別名
- 渋谷街道

### 重複区間
- 国道1号・国道8号（京都市東山区今熊野阿弥陀ケ峯町）
- 国道1号・国道8号（京都市山科区北花山大峰町 - 京都市山科区上花山旭山町）
- 京都府道117号小野山科停車場線（京都市竹鼻地蔵寺南町・渋谷醍醐道交差点 - 京都市山科区安朱北屋敷町（終点））
- 京都府道143号四ノ宮四ツ塚線（京都市山科区竹鼻竹ノ街道町 - 京都市山科区竹鼻竹ノ街道町・外環三条交差点）

### 道路施設

#### トンネル
- 花山隧道：延長142 m、1893年（明治26年）竣工、京都市東山区 - 京都市山科区

## 地理

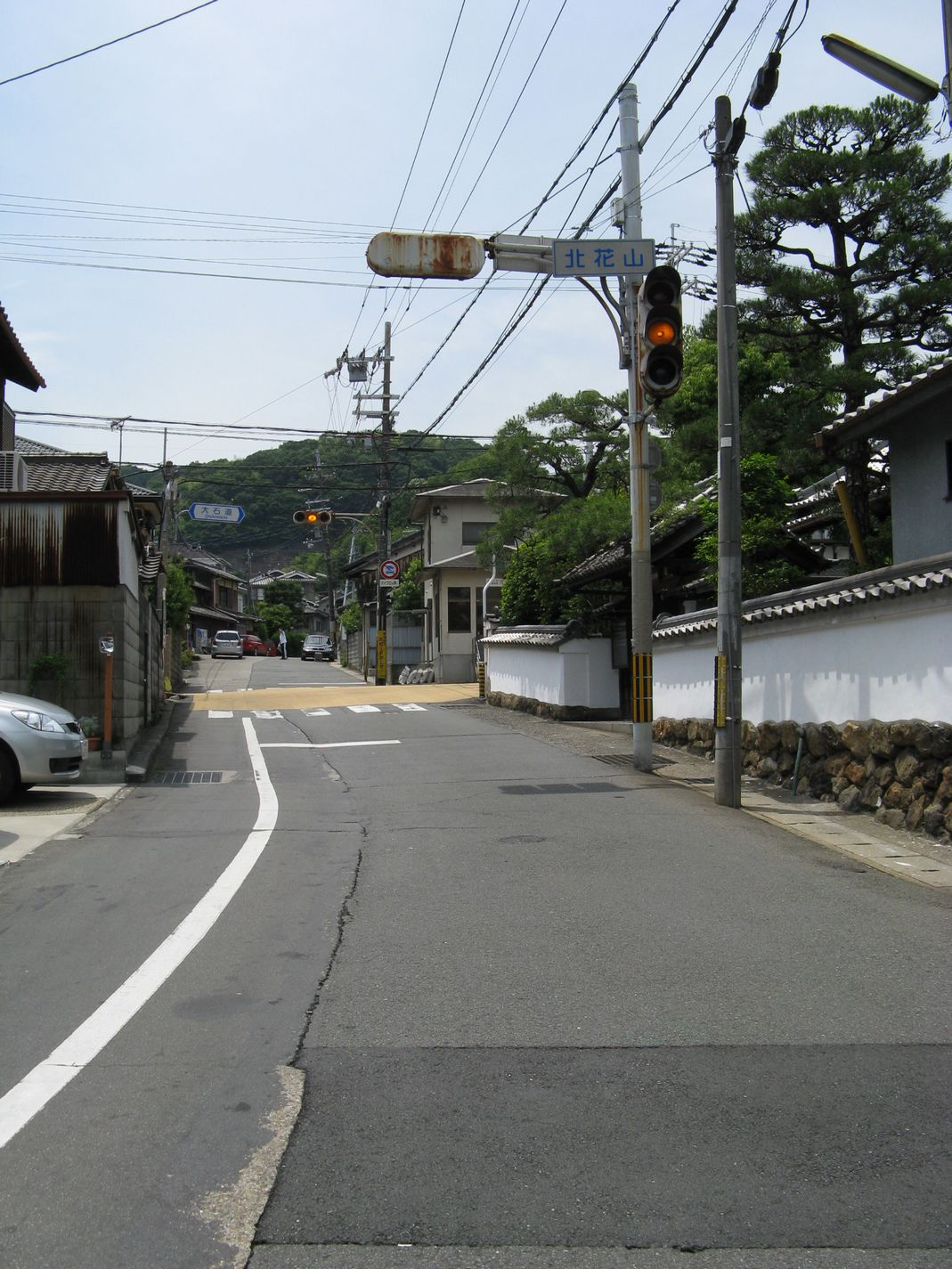
山科区北花山交差点東方から西望

### 通過する自治体
- 京都市（東山区 - 山科区）

### 交差する道路
| 交差する道路                                          | 市町村名 | 市町村名 | 交差する場所       | 交差する場所      |
| ----------------------------------------------------- | -------- | -------- | ------------------ | ----------------- |
| 京都府道143号四ノ宮四ツ塚線 / 東大路通                | 京都市   | 東山区   | 常盤町             | 馬町交差点 / 起点 |
| 国道1号 重複区間起点 国道8号 重複区間起点             | 京都市   | 東山区   | 今熊野阿弥陀ケ峯町 |                   |
| 国道1号 重複区間終点 国道8号 重複区間終点             | 京都市   | 東山区   | 今熊野阿弥陀ケ峯町 |                   |
| 京都市道渋谷蹴上線 / 東山ドライブウェイ               | 京都市   | 東山区   | 清閑寺山ノ内町     |                   |
| 国道1号 重複区間起点 国道8号 重複区間起点             | 京都市   | 山科区   | 北花山大峰町       |                   |
| 国道1号 重複区間終点 国道8号 重複区間終点             | 京都市   | 山科区   | 上花山旭山町       |                   |
| 京都市道185号勧修寺日ノ岡線 / 大石道・大石街道        | 京都市   | 山科区   | 北花山寺内町       | 北花山交差点      |
| 京都府道117号小野山科停車場線 重複区間起点            | 京都市   | 山科区   | 竹鼻地蔵寺南町     | 渋谷醍醐道交差点  |
| 京都府道143号四ノ宮四ツ塚線 重複区間起点              | 京都市   | 山科区   | 竹鼻竹ノ街道町     |                   |
| 京都府道143号四ノ宮四ツ塚線 重複区間終点 京都外環状線 | 京都市   | 山科区   | 竹鼻竹ノ街道町     | 外環三条交差点    |
| 京都府道117号小野山科停車場線 重複区間起点            | 京都市   | 山科区   | 安朱北屋敷町       | 終点              |

### 交差する鉄道
- 東海道本線

### 沿線
- 京都市立東山小学校
- 東山武田病院
- 京都下馬町郵便局
- 京都女子学園（京都女子大学附属小学校、京都女子中学校・高等学校、京都女子大学）
- 京都府立陶工高等技術専門校
- 六所神社
- 阿弥陀寺
- 京都市立花山中学校
- 京都銀行 西山科支店
- 京都中央信用金庫 西野支店
- 京都信用金庫 北山科支店
- 山科消防署
- 京都市立安祥寺中学校
- 山科別院長福寺
- 京都市山科図書館
- 愛生会山科病院
- JR西日本東海道本線・湖西線・京都市営地下鉄東西線 山科駅
- 京阪京津線 京阪山科駅